# Fridolin Josef Landolt
Fridolin Josef Landolt (* 28. Juli 1806 in Näfels; † 24. Februar 1880 ebenda) war ein Schweizer Jurist.

## Leben

### Familie
Fridolin Josef Landolt entstammte dem alten Glarner Geschlecht der Landolt und war der Sohn von Kaspar Fridolin Landolt (* 9. März 1777 in Näfels; † 26. Januar 1863 ebenda), Hafner, Löwenwirt, Schatzvogt, Ratsherr und Richter und dessen Ehefrau Maria Anna Barbara (* 30. Mai 1781 in Näfels; † 11. November 1842 ebenda), Tochter von Fridolin Josef Grüniger (1750–1819); er hatte noch drei Geschwister, zu denen auch der Geistliche Justus Landolt (* 9. April 1815 in Näfels; † 15. November 1883 in Einsiedeln) zählte.
Seit dem 16. Januar 1832 war er mit Anna Magdalena Susanna (* 16. Januar 1808 in Näfels; † 16. Januar 1856 ebenda), Tochter des Leutnants Jodocus Fridolin Fischli (1771–1826), verheiratet; gemeinsam hatten sie zwei Kinder.

### Werdegang
Von 1827 bis 1836 war Fridolin Josef Landolt der Landschreiber (Kanzleileiter) von katholisch Glarus; 1830 wurde er überdies Tagwenschreiber von Näfels. Darauf war er von 1835 bis 1837 als Appellationsrichter tätig. Er opponierte von 1836 bis 1837 in den Verfassungskämpfen gegen die Beseitigung der konfessionellen Landesteilung und die Einführung der liberalen Verfassung. Als es 1837 in Näfels zu einer Revolte kam, wurde er verhaftet und im Strafverfahren von 1838 mit einer Geldbusse belegt.
In der Zeit von 1837 bis 1844 sowie von 1851 bis 1857 war er Gemeindeschreiber, Vermittler und Mitglied der Armenpflege; 1844 wurde er, als in den Jahren von 1842 bis 1849 das Hypothekarwesen bereinigt wurde, in die Pfandrevisionskommission des Kanton Glarus gewählt. Von 1845 bis 1848 war er auch als Waisenvogt (Vorsteher der Waisenbehörde) tätig.
1857 wurde er zweiter Landschreiber und blieb bis 1878 in diesem Amt.